# 陸佑楣
陸佑楣（1934年1月7日—），江蘇省太倉市人，出生於上海市，為中國知名水利工程師。1956年畢業於華東水利學院（現河海大學），2003年當選為中国工程院院士。曾任中华人民共和国水利电力部副部長、中华人民共和国能源部副部長、国务院三峡工程建设委员会副主任委員、中國長江三峽工程開發總公司總經理，現任中國大壩委員會主席，清華大學、河海大學教授。 